# Jan Frasek
Jan Albert Frasek (ur. 25 kwietnia 1937 w Szczedrzyku, zm. 16 października 2010 w Ozimku) – polski piłkarz grający na pozycji pomocnika, trener.

## Kariera piłkarska
Jan Frasek swoją karierę piłkarską rozpoczął w LZS Szczedryk. Następnie reprezentował barwy Włókniarza Dylaki i Małejpanwi Ozimek. Do Odry Opole trafił w 1957 roku. W ekstraklasie zadebiutował 23 marca 1958 roku w przegranym 0:6 meczu wyjazdowym z Górnikiem Zabrze. Pierwszą bramkę w ekstraklasie zdobył 20 kwietnia 1958 roku w zremisowanym u siebie 1:1 meczu z Ruchem Chorzów. 27 lipca 1958 roku w meczu z Górnikiem Zabrze (1:1) strzelił w 10. minucie meczu bramkę dającą opolskiemu zespołowi prowadzenie, a zarazem 100. bramkę Odry w historii jej występów w ekstraklasie. W sumie w sezonie 1958 dla Odry strzelił 6 bramek, dzięki czemu wraz z Engelbertem Jarkiem został najlepszym strzelcem zespołu, ale mimo tego opolska drużyna spadła do II ligi.
W 1959 roku Jan Frasek przeszedł do Cracovii, w której występował do 1963 roku. W tym czasie awansował z nią w 1960 roku do ekstraklasy, w której w jej barwach rozegrał 31 meczów i strzelił 4 gole.
Następnie wrócił do Odry Opole, gdzie w sezonie 1963/1964 nie imponował skutecznością jak kiedyś (1 bramka), ale odniósł z nią największe w swojej karierze sukcesy: 3.miejsce w ekstraklasie, półfinał Pucharu Intertoto.
Po odejściu w 1964 roku z Odry Opole grał w: Skrze Warszawa (1964–1965) i Małejpanwi Ozimek, gdzie w 1973 roku zakończył karierę piłkarską.

## Po zakończeniu kariery
Jan Frasek po zakończeniu kariery piłkarskiej został trenerem. W 1975 roku wraz z kolegą z Odry Opole, Henrykiem Brejzą wprowadził Małapanew Ozimek do II ligi.
Jan Frasek zmarł 16 października 2010 roku w Ozimku.

## Sukcesy zawodnicze

### Odra Opole
- 3.miejsce w ekstraklasie: 1964
- Półfinał Pucharu Intertoto: 1964

### Cracovia
- awans do ekstraklasy: 1960